# Jin Jong-oh
Jin Jong-oh (n. 24 septembrie 1979, Chuncheon, Coreea de Sud) este un trăgător de tir ce a reprezentat Coreea de Sud, medaliat olimpic. A participat la 5 ediții ale Jocurilor Olimpice (2004, 2008, 2012, 2016, 2020) în care a câștigat 3 medalii de aur și două medalii de argint.